# Chaeryong
En Corée du Nord, la rivière Chaeryong (coréen : 재령강) est un affluent gauche du fleuve Taedong.

## Géographie
De 120 km de longueur[réf. nécessaire].

### Bassin versant
Son bassin versant est de 3 600 km2 de superficie[réf. nécessaire].